# 中和街道
中和街道，是中华人民共和国四川省成都市双流区下辖的一个乡镇级行政单位。

## 行政区划
中和街道下辖以下地区：
新民社区、朝阳社区、化龙社区、府河社区、应龙社区、新华社区和双龙社区。